# 2011年夏季世界大學生運動會柔道比賽
2011年夏季世界大學生運動會柔道比賽於2011年8月13日至17日在深圳會展中心6號、7號和8號館進行，此次比賽共分為18個小項，男女各9個。

## 賽事

### 獎牌榜
| 排名 | 国家／地区        | 金牌 | 银牌 | 铜牌 | 總數 |
| ---- | ----------------- | ---- | ---- | ---- | ---- |
| 1    | 日本（JPN）       | 6    | 3    | 6    | 15   |
| 2    | 韩国（KOR）       | 5    | 4    | 3    | 12   |
| 3    | 俄罗斯（RUS）     | 2    | 2    | 3    | 7    |
| 4    | 荷兰（NED）       | 2    | 0    | 0    | 2    |
| 5    | 中国（CHN）       | 1    | 1    | 3    | 5    |
| 6    | 波兰（POL）       | 1    | 1    | 2    | 4    |
| 7    | 乌克兰（UKR）     | 1    | 0    | 1    | 2    |
| 8    | 法国（FRA）       | 0    | 3    | 7    | 10   |
| 9    | 德国（GER）       | 0    | 1    | 1    | 2    |
| 10   | 阿塞拜疆（AZE）   | 0    | 1    | 0    | 1    |
| 10   | 蒙古（MGL）       | 0    | 1    | 0    | 1    |
| 10   | （UZB）           | 0    | 1    | 0    | 1    |
| 13   | 巴西（BRA）       | 0    | 0    | 5    | 5    |
| 14   | 罗马尼亚（ROU）   | 0    | 0    | 2    | 2    |
| 15   | 阿尔及利亚（ALG） | 0    | 0    | 1    | 1    |
| 15   | 朝鲜（PRK）       | 0    | 0    | 1    | 1    |
| 15   | 土耳其（TUR）     | 0    | 0    | 1    | 1    |
| 總數 | 總數              | 18   | 18   | 36   | 72   |

### 項目

#### 男子
| 項目          | 金牌                                                                                                   | 银牌 | 铜牌 |
| 60公斤級      | 金源鎮 · 韩国（KOR）                                                                                   | 奧特根·欣巴特 · 蒙古（MGL） | 罗伯特·姆什维多巴泽 · 俄罗斯（RUS） |
| 60公斤級      | 金源鎮 · 韩国（KOR）                                                                                   | 奧特根·欣巴特 · 蒙古（MGL） | 志志目徹 · 日本（JPN） |
| 66公斤級      | Hwang Bo Bae · 韩国（KOR）                                                                             | 吉田惟人 · 日本（JPN） | Florent Urani · 法国（FRA） |
| 66公斤級      | Hwang Bo Bae · 韩国（KOR）                                                                             | 吉田惟人 · 日本（JPN） | 马端斌 · 中国（CHN） |
| 73公斤級      | 丹尼斯·雅特瑟夫 · 俄罗斯（RUS）                                                                        | 金原中 · 韩国（KOR） | Marcelo Contini · 巴西（BRA） |
| 73公斤級      | 丹尼斯·雅特瑟夫 · 俄罗斯（RUS）                                                                        | 金原中 · 韩国（KOR） | Piotr Kurkiewicz · 波兰（POL） |
| 81公斤級      | 川上智弘 · 日本（JPN）                                                                                 | 魯斯塔姆·阿利姆裡 · 阿塞拜疆（AZE）                                                                                                   | 穆拉特·卡巴奇洛夫 · 俄罗斯（RUS） |
| 81公斤級      | 川上智弘 · 日本（JPN）                                                                                 | 魯斯塔姆·阿利姆裡 · 阿塞拜疆（AZE）                                                                                                   | 维克托·佩纳尔贝 · 巴西（BRA） |
| 90公斤級      | 阿卜杜勒·奧瑪洛夫 · 俄罗斯（RUS）                                                                      | 捨拉利·朱拉耶夫 · （UZB） | 瓦倫丁·拉杜 · 罗马尼亚（ROU） |
| 90公斤級      | 阿卜杜勒·奧瑪洛夫 · 俄罗斯（RUS）                                                                      | 捨拉利·朱拉耶夫 · （UZB） | 穴井亮平 · 日本（JPN） |
| 100公斤級     | 羽賀龍之介 · 日本（JPN）                                                                               | Clement Delvert · 法国（FRA） | Zafar Makhmadov · 俄罗斯（RUS） |
| 100公斤級     | 羽賀龍之介 · 日本（JPN）                                                                               | Clement Delvert · 法国（FRA） | Kim Tae-kyeong · 韩国（KOR） |
| 100公斤以上級 | Kim Soo-Whan · 韩国（KOR）                                                                             | Maciej Sarnacki · 波兰（POL） | Mathieu Thorel · 法国（FRA） |
| 100公斤以上級 | Kim Soo-Whan · 韩国（KOR）                                                                             | Maciej Sarnacki · 波兰（POL） | 王子谷剛志 · 日本（JPN） |
| 公開級        | 金成民 · 韩国（KOR）                                                                                   | 雷納特·賽義多夫 · 俄罗斯（RUS） | 百瀬優 · 日本（JPN） |
| 公開級        | 金成民 · 韩国（KOR）                                                                                   | 雷納特·賽義多夫 · 俄罗斯（RUS） | David Silva · 巴西（BRA） |
| 團體          | 日本（JPN） · 羽賀龍之介 · 穴井亮平 · 王子谷剛志 · 百瀬 優 · 吉田惟人 · 志志目徹 · 川上智弘 · 粟野靖浩 | 法国（FRA） · Florent Urani · Antoine Jeannin · Thibault Dracius · 亚历山大·伊迪尔 · Farid Ben Ali · Mathieu Thorel · Clement Delvert | 乌克兰（UKR） · Andrii Burdin · Anatolii Laskuta · Quedjau Nhabali · Ivan Iefanov · Vitalii Popovych · Razmik Tonoyan · Oleksandr Sizov |
| 團體          | 日本（JPN） · 羽賀龍之介 · 穴井亮平 · 王子谷剛志 · 百瀬 優 · 吉田惟人 · 志志目徹 · 川上智弘 · 粟野靖浩 | 法国（FRA） · Florent Urani · Antoine Jeannin · Thibault Dracius · 亚历山大·伊迪尔 · Farid Ben Ali · Mathieu Thorel · Clement Delvert | 韩国（KOR） · Hong Suk Woong · Hwang Bo Bae · Song Soo Keun · Kim Won-jung · 金成民                                                     |

#### 女子
| 項目         | 金牌                                                                                             | 银牌                                                        | 铜牌 |
| 48公斤級     | 近籐香 · 日本（JPN）                                                                             | 克裡斯蒂娜·魯免采瓦 · 俄罗斯（RUS）                         | 維奧萊塔·杜米特留 · 罗马尼亚（ROU） |
| 48公斤級     | 近籐香 · 日本（JPN）                                                                             | 克裡斯蒂娜·魯免采瓦 · 俄罗斯（RUS）                         | 奧羅爾·克里門斯 · 法国（FRA） |
| 52公斤級     | 祖贊娜·帕維利科斯加 · 波兰（POL）                                                                | Seo Ha Na · 韩国（KOR）                                     | 橋本優貴 · 日本（JPN） |
| 52公斤級     | 祖贊娜·帕維利科斯加 · 波兰（POL）                                                                | Seo Ha Na · 韩国（KOR）                                     | Meriem Moussa · 阿尔及利亚（ALG） |
| 57公斤級     | 石川慈 · 日本（JPN）                                                                             | 金珍迪 · 韩国（KOR）                                        | 埃萊娜·瑞克瓦克斯 · 法国（FRA） |
| 57公斤級     | 石川慈 · 日本（JPN）                                                                             | 金珍迪 · 韩国（KOR）                                        | Hannah Luise Brueck · 德国（GER） |
| 63公斤級     | 艾斯特·斯塔姆 · 荷兰（NED）                                                                      | 田中美衣 · 日本（JPN）                                      | Hwang Chun-Gum · 朝鲜（PRK） |
| 63公斤級     | 艾斯特·斯塔姆 · 荷兰（NED）                                                                      | 田中美衣 · 日本（JPN）                                      | 林美玲 · 中国（CHN） |
| 70公斤級     | 金姆·波林 · 荷兰（NED）                                                                          | 劳拉·巴尔加斯·科赫 · 德国（GER）                            | 今井優子 · 日本（JPN） |
| 70公斤級     | 金姆·波林 · 荷兰（NED）                                                                          | 劳拉·巴尔加斯·科赫 · 德国（GER）                            | Natália Bordignon · 巴西（BRA） |
| 78公斤級     | Viktoriia Turks · 乌克兰（UKR）                                                                  | Geraldine Mentouopou · 法国（FRA）                          | 张洁 · 中国（CHN） |
| 78公斤級     | Viktoriia Turks · 乌克兰（UKR）                                                                  | Geraldine Mentouopou · 法国（FRA）                          | 郑敬美 · 韩国（KOR） |
| 78公斤以上級 | 秦茜 · 中国（CHN）                                                                               | Kim Na-Young · 韩国（KOR）                                  | 埃米莉·昂代奥尔 · 法国（FRA） |
| 78公斤以上級 | 秦茜 · 中国（CHN）                                                                               | Kim Na-Young · 韩国（KOR）                                  | Belkız Zehra Kaya · 土耳其（TUR） |
| 公開級       | 金知胤 · 韩国（KOR）                                                                             | 石山麻彌 · 日本（JPN）                                      | Claudirene César · 巴西（BRA） |
| 公開級       | 金知胤 · 韩国（KOR）                                                                             | 石山麻彌 · 日本（JPN）                                      | 埃米莉·昂代奥尔 · 法国（FRA） |
| 團體         | 日本（JPN） · 山部佳苗 · 今井優子 · 石山 麻弥 · 滨田尚里 · 橋本優貴 · 近藤香 · 田中美衣 · 石川慈 | 中国（CHN） · 叶美欣 · 关春明 · 林美玲 · 于颂 · 张洁 · 陈容 | 法国（FRA） · 埃米莉·昂代奥尔 · Helene Receveaux · Valeriane Etienne · Geraldine Mentouopou · Aurore Climence · Elodie Grou · Heloise Lacouchie |
| 團體         | 日本（JPN） · 山部佳苗 · 今井優子 · 石山 麻弥 · 滨田尚里 · 橋本優貴 · 近藤香 · 田中美衣 · 石川慈 | 中国（CHN） · 叶美欣 · 关春明 · 林美玲 · 于颂 · 张洁 · 陈容 | 波兰（POL） · Joanna Jaworska · 阿加塔·奥兹多巴 · Zuzanna Pawlikowska · Agata Perenc · Katarzyna Furmanek                                       |